# Модульный робот
Модульный робот (англ. Modular robots) — робот с изменяемой морфологией, состоящий из модулей с разным предназначением. Чаще всего модули имеют форму куба (например, робот-конструктор Cubelets от компании Modular Robotics, TinkerBots), реже — шара (например, CellRobot от KEYi Tech) и других фигур (MOSS, M-TRAN).

## Применение
На данный момент модульные роботы чаще всего используются в качестве игрушек, но существуют разработки, такие как мебель из модулей. Существует несколько разработок модульной военной техники, например Robattle (в зависимости от задания возможно установить разное шасси, корпус и вооружение). Также есть концепты использования модульных роботов для освоения других планет (в частности, Марса).

## Устройство
Модульные роботы состоят из модулей одинакового или разного устройства и формы. Чаще всего модули имеют форму куба и соединяются магнитами. Все модули могут быть одинаковыми (как M-TRAN, у которого все модули представляют собой шарниры с моторами и блоком управления), а могут иметь разный вид и предназначение (как Cubelets или MOSS, где есть модуль с колесами, модуль-батарея и т. д.).